# Kristian Pedersen (tv-vært)
 For alternative betydninger, se Kristian Pedersen. (Se også artikler, som begynder med Kristian Pedersen)
Kristian Jørgen Pedersen – også kendt som Krede – (født 10. april 1971) er en dansk TV- og radiovært, DJ og musiker. Opvokset i Greve Strand og bror til musiker og komiker Peder Thomas Pedersen
Krede var vært på lokalradioerne Power FM, Radio Sydkysten og The Voice. I 1995 debuterede han som vært på TV3's musik og ungdomskanal ZTV, som vært på live programmet "Pop TV" og som vært og redaktionschef på "ZTV Nyt".
I 1996 flyttede Krede til TV2 og blev en fast del af ungdomsholdet "Puls". Her var han fast vært i 2 år. Bl.a. sammen med Signe Lindkvist.
I 1998 startede Krede og Signe Lindkvist m.fl. produktionsselskabet fjernsynsFABRIKKEN.
Selskabet producerede bl.a. børneprogrammet Oppe I Hovedet (DR1), realityprogrammet "Retur" (TV2) og Grammy 2000 (TV2) hvor Krede og Casper Christensen var værter.
Året efter debuterede Krede på P3 sammen med Thomas Madvig i radioprogrammet "D'StoreMix". Programmet var i æteren i 6 år og udsendte en række plader og afholdte fester i radiohuset, som senere kulminerede i festivalen "Public Service".
Krede har udsendt musik under navnene "Vildtand" og "Klovn", i samarbejde m. bl.a. Torsten "Buda" Jacobsen og Anders Trentemøller. Klovn har bl.a. udsendt musik på det islandske pladeselskab Pineapple, som er ejet af den islandske gruppe Gus Gus. Senest har Klovn udgivet musik på det hollandske pladeselskab "Phil".
Krede lægger bl.a. stemme til figuren "Hippo Magi" i "Eventyret om Lily Bitten" og indtaler løbende reklamer og tv. Han har været vært på P6 Beat og i Aftenshowet (DR1).
Pedersen har siden 2020 været en del af formel 1 podcasten Missed Apex Podcast, hvor han bidrager med holdninger og kommentarer til aktuelle formel 1 nyheder og løb.